# Mad World
Mad World là bài hát được sáng tác bởi Roland Orzabal và được hát bởi Curt Smith. Sau đó được cover thành bản ballad bởi Michael Andrews and Gary Jules cho soundtrack bộ phim Donnie Darko. Bài hát này đạt hạng nhất ở UK vào tháng 12 năm 2003.

## Video âm nhạc
Clip Mad World được hoàn thành vào cuối mùa hè năm 1982, là video đầu tiên của Tears for fear. Clip có cảnh Curt Smith nhìn buồn bã ra phía cửa sổ trong khi Roland Orzabal biểu diễn một điệu nhảy kì lạ. Đạo diễn của video là Clive Richardson.

## Vị trí trên các bảng xếp hạng
| Năm  | Bảng xếp hạng               | Vị trí |
| ---- | --------------------------- | ------ |
| 1982 | UK Singles Chart            | #3     |
| 1982 | Australian Singles Chart    | #12    |
| 1982 | Irish Singles Chart         | #6     |
| 1983 | German Singles Chart        | #21    |
| 1983 | New Zealand Singles Chart   | #25    |
| 1983 | South African Singles Chart | #2     |
| 1983 | Swiss Singles Chart         | #10    |

| Bàng xếp hạng (2000–2009)      | Peak Vị trí |
| ------------------------------ | ----------- |
| UK Top 100 Songs of the Decade | 53          |

## Phiên bản của Michael Andrews / Gary Jules version

### Vị trí trên các bảng xếp hạng
| Chart (2003/2004/2007/2009)          | Peak position |
| ------------------------------------ | ------------- |
| UK Singles Chart                     | 1             |
| USA Billboard Hot Modern Rock Tracks | 30            |
| Australian Singles Chart             | 28            |
| Austrian Singles Chart               | 13            |
| Belgium Flanders Singles Chart       | 23            |
| Canadian Digital Singles Chart       | 1             |
| Danish Singles Chart                 | 6             |
| Dutch Singles Chart                  | 4             |
| German Singles Chart                 | 3             |
| Irish Singles Chart                  | 2             |
| Portuguese Singles Chart             | 1             |
| Swedish Singles Chart                | 10            |
| Swiss Singles Chart                  | 53            |
| New Zealand Singles Chart            | 37            |

### Vị trí cho Mad world của Adam Lambert
| Bảng xếp hạng (2009)   | Vị trí |
| ---------------------- | ------ |
| Canadian Hot 100       | 10     |
| U.S. Billboard Hot 100 | 19     |
| U.S. Billboard Pop 100 | 30     |

## Ý nghĩa
Lyrically the song is pretty loose. It throws together a lot of different images to paint a picture without saying anything specific about the world.

It's very much a voyeur's song. It's looking out at a mad world from the eyes of a teenager. />— Curt Smith

Cuộc sống cứ đầy những vòng tròn luẩn quẩn, những sự việc lặp đi lặp lại khiến con người có những lúc mệt mỏi và thấy mình như tan biến đi trong những vòng xoay không dứt.
"Mad world" là một bài hát buồn, nhưng rất chân thật mô tả nỗi niềm của con người ta ở một thời điểm đứng chựng lại, chiêm nghiệm cuộc sống qua lăng kính buồn chán của riêng mình.
All around me are familiar faces
Worn out places, worn out faces
Bright and early for the daily races
Going nowhere, going nowhere
Điều mà tác giả nhìn thấy trong 1 thế giới điên loạn – "mad world" của riêng mình là những gương mặt quen thuộc, nhưng lại là những gương mặt mòn mỏi và những nơi chốn tồi tàn. Và con người dường như chỉ bừng sáng lên, tươi tỉnh và thảnh thức trong những thời khắc sớm mai khi bắt đầu cuộc đua thường ngày của họ, cuộc đua sống để rồi chẳng đến đâu, đến những nơi vô định.
Their tears are filling up their glasses
No expression, no expression
Hide my head I wanna drown my sorrow
No tomorrow, no tomorrow
Nước mắt người rơi xuống tràn ngập cả những chiếc ly, những giọt nước mắt khô khan, vô tình và không chút cảm xúc lắng đọng. Và khi nhìn lại mình, tác giả chỉ muốn giấu đi những nỗi phiền muộn thầm kín vào sâu, sâu trong tâm khảm, nỗi phiền muộn của sự vô định không biết ngày mai rồi sẽ ra sao, nỗi phiền muộn vì không có một ngày mai.
And I find it kind of funny, I find it kind of sad
The dreams in which I’m dying are the best I’ve ever had
I find it hard to tell you, I find it hard to take
When people run in circles its a very, very
Mad world, mad world.
Đằng sau những gì thấy được, tác giả bỗng thấy có gì đó mỉa mai, sự mỉa mai nằm trong sự mâu thuẫn với nỗi buồn mà tác giả cảm nhận được. Nỗi buồn thêu dệt bởi điều mỉa mai mà tác giả nghĩ mình có, là những giấc mơ thấy mình được chết đi, dù tác giả biết điều ấy khó có thể nói ra, hay diễn tả cho người ta hiểu được, và thậm chí khó để chấp nhận được điều ấy.
Chỉ thấy khi con người cứ mải miết chạy theo những vòng quay của cuộc sống, đó sẽ là một thế giới điên loạn, một thế giới rất điên loạn mà thôi.
…
Bài hát "Mad world" được viết bởi Roland Orzabal, một nhà soạn nhạc người Anh viết cho ban nhạc Tears For Tears trình bày năm 1982.
Bài hát là tâm tình của một người trẻ tuổi trước cuộc sống buồn chán, và cũng là 1 bức tranh ghép nhiều hình ảnh chồng chéo, không liên kết về một thế giới thực. Tuy nhiên luồng cảm xúc chung của bài hát là sự mông lung, nỗi buồn, và những dòng suy tưởng lẫn lộn về cuộc sống…tất cả hợp lại làm nên một nét rất riêng, rất trầm mặc và có phần hơi điên loạn của Mad world.
Bài hát từ khi ra đời đã được đón nhận nồng nhiệt từ công chúng. Sau phiên bản ban đầu trình bày bởi ban nhạc Tears For Tears với tiết tấu nhanh, Mad World được trình bày lại với nhiều phong cách khác như acoustic, rock, ballad – like… Một trong những phiên bản hay nhất là Mad World với giọng hát Gary Jules với tiết tấu chậm rãi, trầm hòa cùng tiếng đàn piano nhẹ nhàng, lắng dịu, được sử dụng làm soundtrack phim Donnie Darko.
Nghe Mad World cho một khoảnh khắc chùng lại, chiêm nghiệm với nỗi buồn cuộc sống.